# Patrick Boivin
Patrick Boivin (nacido en 1975) es un cineasta de Montreal, Quebec, Canadá. Autodidacta y ferozmente independiente, además de dirigir, suele encargarse también de la iluminación, edición, animación, efectos especiales e incluso la música de sus películas. Su cortometraje Ça pis tout l'reste (Eso, y todo lo demás) fue elegido por Quebec Gold como uno de los 10 mejores cortometrajes de Quebec en 2008. Boivin fue uno de los nueve escritores autodidactas que produjo una serie de televisión experimental "Phylactere Cola" para la televisión canadiense que salió al aire en el bienio 2002-2003. Todos eran dibujantes que se habían conocido años atrás y producido más de 400 sketches. 
Boivin comenzó su carrera creativa dibujando cómics, y, según sus palabras, "pronto descubrí que era más rápido contar una historia con el vídeo". Cita a Tom Waits, Roy Andersson, Federico Fellini, y Paul Thomas Anderson como principales influencias de su estilo. 
Algunas de sus películas premiadas han aparecido en numerosos festivales internacionales de cine de todo el mundo, incluyendo el Montreal World Film Festival, el Festival International du Court Métrage de Clermont-Ferrand (Francia), el Festival de Cine de la Commonwealth (Reino Unido) y el Festival de Namur (Bélgica).
Actualmente se ha hecho popular en los Estados Unidos y en Canadá por sus "Stop Motion" sobre Transformers por sus singulares movimientos casi realistas.
También ha recibido menciones en YouTube por visitas y números de sucripciones.

## Filmografía popular
- La Lettre
- Radio
- Happy Meal
- Cuts Kill Culture
- Paranoland
- The First Spaceshit on the Moon
- Redite
- Jazz With a General Problem
- Bruce Lee vs Iron Man
- Black Ox Skateboard
- Mandalorian Dance
- Bumblebee boy
- Jackson vs Bean
- Transformers Stop-Motion Bumblebee beats Optimus Prime
- Jackson vs Bean
- Iggy Pop - King Of The Dogs (Interactive Music Video)
- Patrick Boivin
- Evolution of Dance Con Optimus Prime

## Stop motions más populares y realistas
- Bumblebee boy
- Transformers Stop-Motion Bumblebee beats Optimus Prime
- Bruce Lee vs Iron Man
- Black Ox Skateboard